# Unión Progreso y Democracia País Vasco
Unión Progreso y Democracia País Vasco (UPyD País Vasco) fue la agrupación territorial de UPyD en el País Vasco.

## Organización
El Consejo Territorial de UPyD en el País Vasco, elegido el 7 de mayo de 2016 en elecciones internas, estuvo formado por las siguientes personas:
- Coordinadora territorial: María del Carmen Serrano Hospital
- Responsable de Organización: Víctor Mariano Ortega Portal
- Vocal: María José García Varela
- Vocal: María Ramona Fernández Ventoso
- Vocal: Mario Duque González
- Vocal: René Rodríguez Rey

## Resultados electorales

### Elecciones autonómicas

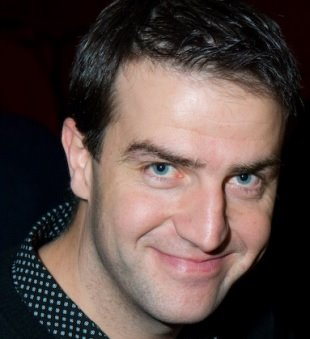
Gorka Maneiro

En las elecciones al Parlamento Vasco de 2009 UPyD se presentó por primera vez a unas elecciones autonómicas. El partido logró entrar en el Parlamento Vasco por la provincia de Álava, donde obtuvo un 3,98% del voto y 1 diputado, Gorka Maneiro. En el total de la comunidad, el porcentaje de voto fue del 2,15%. UPyD se convirtió en la séptima fuerza política vasca. En las siguientes elecciones al Parlamento Vasco de 2012, logró mantener el único diputado que tenía en la cámara vasca, aunque perdiendo cientos de votos.
| Elecciones                             | Lema         | Candidato     | Votos  | %     | Diputado(s) | Posición                     | Referencias |
| -------------------------------------- | ------------ | ------------- | ------ | ----- | ----------- | ---------------------------- | ----------- |
| Elecciones al Parlamento Vasco de 2009 | Tú eliges    | Gorka Maneiro | 22.233 | 2,12% | 1           | 7.ª                          | [ 10 ]      |
| Elecciones al Parlamento Vasco de 2012 | Somos libres | Gorka Maneiro | 21.539 | 1,91% | 1           | 6.ª en votos, 5.ª en escaños | [ 11 ]      |

### Elecciones generales
En las elecciones de 2008 UPyD se presentó por primera vez a unas elecciones generales. En Vizcaya el cabeza de lista fue Fernando Maura, exparlamentario vasco del PP. En las elecciones generales de 2011, UPyD ganó apoyo respecto a las anteriores elecciones generales de hacía tres años. El candidato por Guipúzcoa fue Rubén Múgica, hijo de Fernando Múgica, asesinado por ETA por su pertenencia al PSOE. El cabeza de lista al Senado por Vizcaya fue el histórico sindicalista Tomás Tueros.
| Elecciones                             | Lema                     | Votos  | %     | Diputado(s) | Posición | Referencias |
| -------------------------------------- | ------------------------ | ------ | ----- | ----------- | -------- | ----------- |
| Elecciones generales de España de 2008 | Lo que nos une           | 10.636 | 0,94% | 0           | 7.ª      | [ 12 ]      |
| Elecciones generales de España de 2011 | Cada voto vale           | 21.282 | 1,80% | 0           | 6.ª      | [ 13 ]      |
| Elecciones generales de España de 2015 | Más España               | 4.093  | 0,33% | 0           | 9.ª      | [ 14 ]      |
| Elecciones generales de España de 2016 | Nuestro pacto es contigo | 1.542  | 0,13% | 0           | 9.ª      | [ 15 ]      |

### Elecciones europeas
| Elecciones                               | Votos  | %    | Referencias |
| ---------------------------------------- | ------ | ---- | ----------- |
| Elecciones al Parlamento Europeo de 2009 | 10.963 | 1,50 | [ 16 ]      |
| Elecciones al Parlamento Europeo de 2014 | 25.064 | 3,30 | [ 17 ]      |

## Trayectoria política
Durante su primera legislatura en la cámara vasca, UPyD defendió la revisión de la Ley de Territorios Históricos, para que algunas de las competencias en manos de las diputaciones forales pasaran al Gobierno Vasco. También defendió la reforma de la ley electoral autonómica hacia una más proporcional, a pesar de que ello sería en su perjuicio, pues su representante fue elegido por la circunscripción de Álava, la más sobrerepresentada.
También propuso reducir el entramado institucional vasco, fusionar municipios y eliminar las diputaciones forales.
Hizo críticas al PP y al lehendakari socialista Patxi López por, según UPyD, gobernar acomplejados por el nacionalismo y el PNV.
A pesar de tener un único diputado, alguna de sus propuestas parlamentarias fueron aprobadas en el parlamento, como la concerniente a la eliminación de las multas lingüísticas a los comerciantes que no rotularan en euskera sus establecimientos.
Con respecto al terrorismo de ETA, su acción parlamentaria fue encaminada en la defensa de un final de ETA sin contrapartidas políticas, desechando el lenguaje que ellos calificaron como propio de ETA como el de "conflicto político" o "víctimas de ambos lados".
Respecto a la crisis económica, se ha manifestado en contra de los recortes ejercidos por los gobiernos español y vasco sobre derechos fundamentales y su opción para salir de la crisis es refundar el Estado en su conjunto y sus administraciones, así como corregir duplicidades. También defendió la dación en pago.
Entre otras aportaciones, pidió que el gobierno vasco no financiara ikastolas fuera del País Vasco o que cerrara las sedes de la televisión pública vasca fuera de Euskadi que existen en Navarra y el sur de Francia. También pidió al Partido Popular que retirara el recurso de inconstitucionalidad contra la ley que permite el matrimonio entre personas del mismo sexo.
UPyD fue el único partido que se opuso a la comparecencia de Arnaldo Otegi en el Parlamento Vasco propuesta por EH Bildu.
De cara a las elecciones al Parlamento Vasco de 2016, Gorka Maneiro anunció que UPyD no tomaría parte en ellas.